# 三菱Delica D:5
三菱Delica D:5（日语：三菱・デリカD:5）乃日本三菱汽車公司於2007年推出的七、八人座大型多功能休旅車。

## 概要
外型設計元素大致承襲2005年東京車展亮相的「Mitsubishi Concept-D:5」概念車，原本僅偏重乘坐與載物空間的Delica導入AWC全時四輪控制系統與ASC車身動態穩定控制系統，以提高應付各種路面狀況的動態穩定性，因此結合了SUV的駕駛特性和MPV的乘坐舒適性。關於車名的由來，「Delica」取自英文的「delivery car」，「D:5」乃以「Delica」和「第5代」組成。

## 歷史

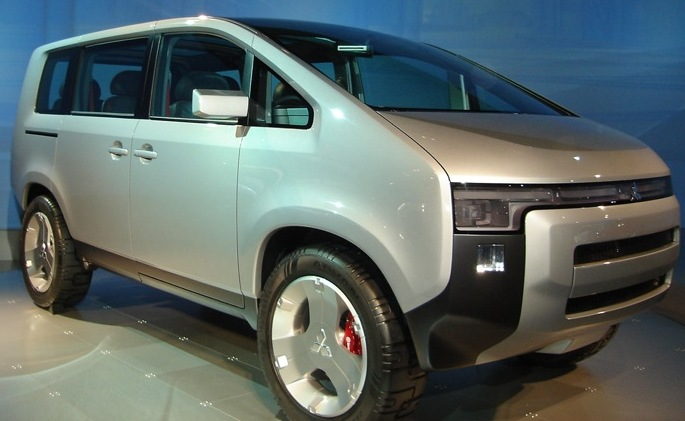
Concept-D:5概念車

2005年 - 10月開幕的東京車展上，原廠以「超級移動能力」並實現「輕鬆閒適的生活」為概念，展出一輛名為「Mitsubishi Concept-D:5」的概念車。
2007年 - 1月31日正式在日本上市，動力心臟搭載與第二代Outlander相同的2.4L直列四缸DOHC MIVEC 4B12型引擎，配合六速INVECS-III型CVT無段自動變速之下可輸出最大馬力170ps / 6,000rpm、扭力峰值23.0kg·m / 4,100rpm。懸吊系統為前輪麥花臣、後輪多連桿之設計，AWC全時四輪控制系統可以按鍵切換2WD、4WD AUTO與4WD LOCK等三種模式，以應付各種路面狀況。座位分成7或8人設計，高端車型具備車側電動滑門、電動尾門、衛星導航系統、7吋LCD螢幕、DVD影音系統、12顆揚聲器與5.1聲道系統等配備。主被動安全配備具有雙前座安全氣囊、車側安全氣簾、駕駛人膝部氣囊等。同年5月22日推出「ROADEST」特仕車，這是以「C2」車型外加空力套件而成。12月25日則推出冬季限定特仕車「CHAMONIX」，具備雙前座加熱功能、後車室加熱功能、駕駛座電動調整等配備。
2009年 - 9月實施部分改良，為了降低稅金與售價，追加2.0L直列四缸DOHC MIVEC 4B11型引擎，最大馬力150ps / 6,000rpm、最大扭力20.1kg·m / 4,200rpm。
2012年 - 因同為右駕的緣故，香港車商以平行輸入方式將該車款引進當地市場。同年12月26日追加一具2.2L直列四缸DOHC 4N14型渦輪增壓柴油引擎，搭配INVECS-II型六速自手排變速箱，可輸出148ps / 3,500rpm之最大馬力、36.7kg·m / 2,000rpm之最大扭力。
2014年 - 9月18日在印度尼西亞國際車展上亮相之後，以「三菱Delica」之車名正式導入印尼市場。僅有前置前驅、7人座之設定，搭載2.0L直列四缸DOHC MIVEC 4B11型引擎；後來新增配備比較豐富的「Royal」車型，直到2019年停售。
2015年 - 同為右駕之緣故，3月起該車款也引進泰國市場，稱之為「三菱Delica Space Wagon」。
2016年 - 5月11日三菱汽車坦承油耗測試數據造假，暫時停止製造及銷售該車款，直至同年8月30日向國土交通省申報修正後之油耗測試數據。
2018年 - 12月20日宣布小改款，最大的改變在於車頭導入家族特徵「Dynamic Shield」之造型設計，引擎蓋前緣為LED日行燈，下方則是LED直列式頭燈組。藉由Standard、Urban Gear兩種不同的水箱護罩設計，呈現出截然不同的風貌。尾燈組仍保留現行橫貫式之燈組設計，以斗大的DELICA英文字母貫穿車尾門。內裝方面具有藍黑紋路鋼琴烤漆飾板、10.1吋懸浮式螢幕、多功能按鍵的四輻式方向盤、4.2吋彩色資訊幕儀表板、電子手煞車、菱格紋皮革或織布座椅等配備，高級車型另有雙側電動滑門及電動尾門。主被動安全方面全車系標配包含FCM主動式智慧煞車輔助附行人偵測功能、LDW車道偏離警告、可跟車至靜止再起步的全速域ACC主動巡航、AHB自動遠近光燈切換等功能的e-Assist主動安全科技，高級車型更配備360度環景影像輔助、BSW車側盲點警示、RCTA後方來車盲點偵測等系統。動力方面2.2L直列四缸DOHC 4N14型渦輪增壓柴油引擎經微調後數據略降，變成145ps / 3,500rpm之最大馬力、38.7kg·m / 2,000rpm之最大扭力。但搭配全新的八速Sports-Mode手自排變速箱，JC08模式的平均油耗來到每公升13.6公里，比以前的每公升13.0公里略佳。
2020年 - 4月16日推出「JASPER」特仕車型，具有灰色金屬烤漆水箱罩及霧燈、深色鉻漆鋁圈、紅色擋泥板、山脈和麋鹿彩繪的車側、防潑水3D縫製座椅等配備。
2021年 - 由於原廠決定關閉位於岐阜縣加茂郡坂祝町的帕杰羅製造公司，8月7日最後一輛Delica D:5下線之後，生產線悉數轉移至愛知縣岡崎市的岡崎工廠。

### 獲獎紀錄
2007年曾獲得日本第2屆消費者年度風雲車年度休旅車獎，2007年、2019年曾獲得優良設計獎。

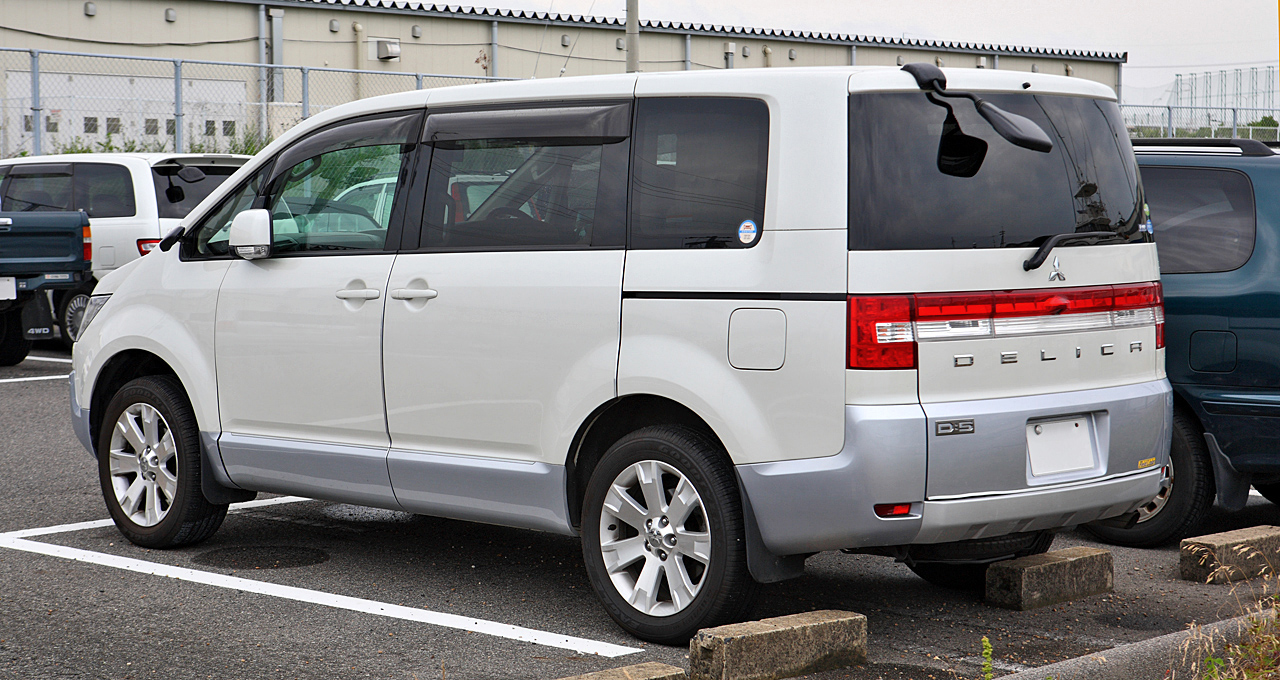
前期型車尾
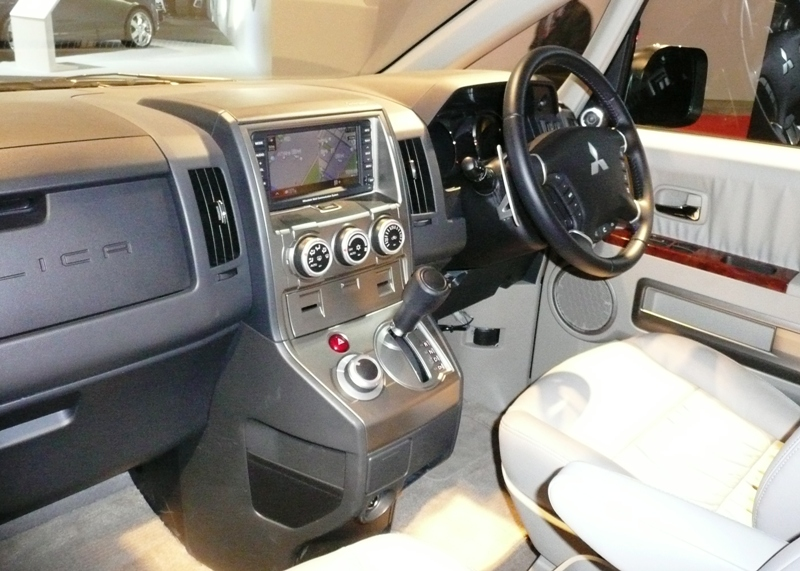
內裝
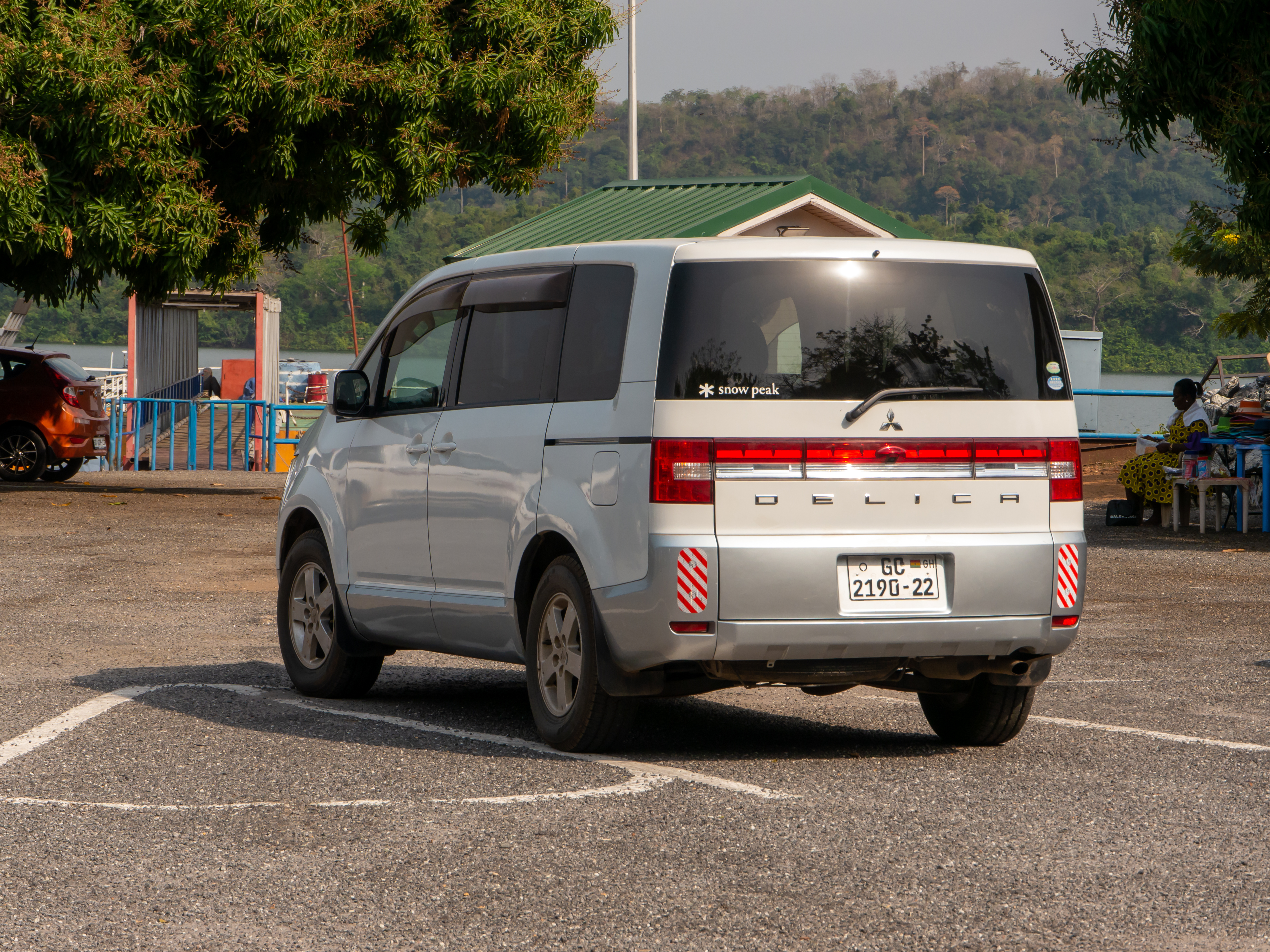
中期型車尾
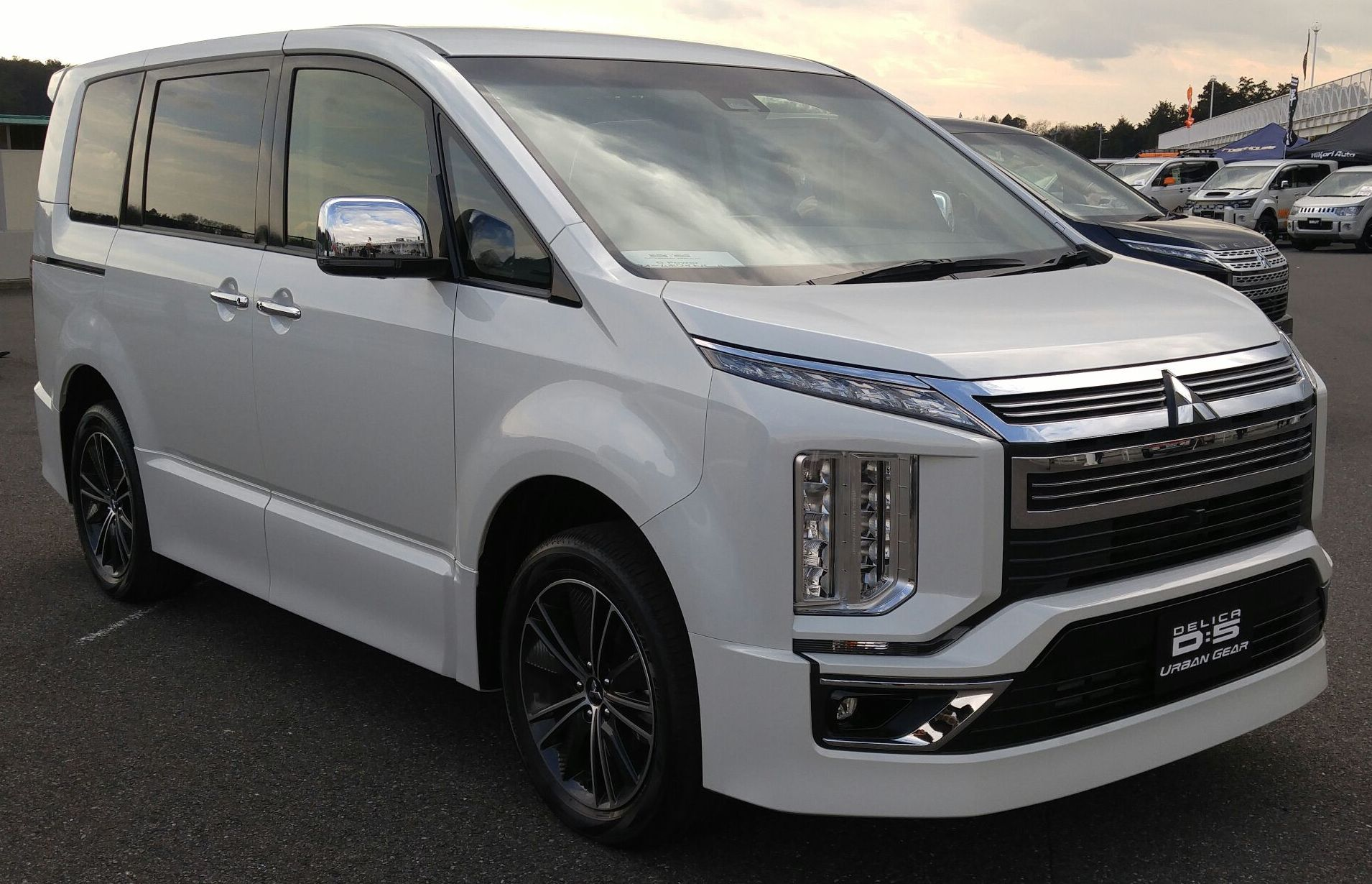
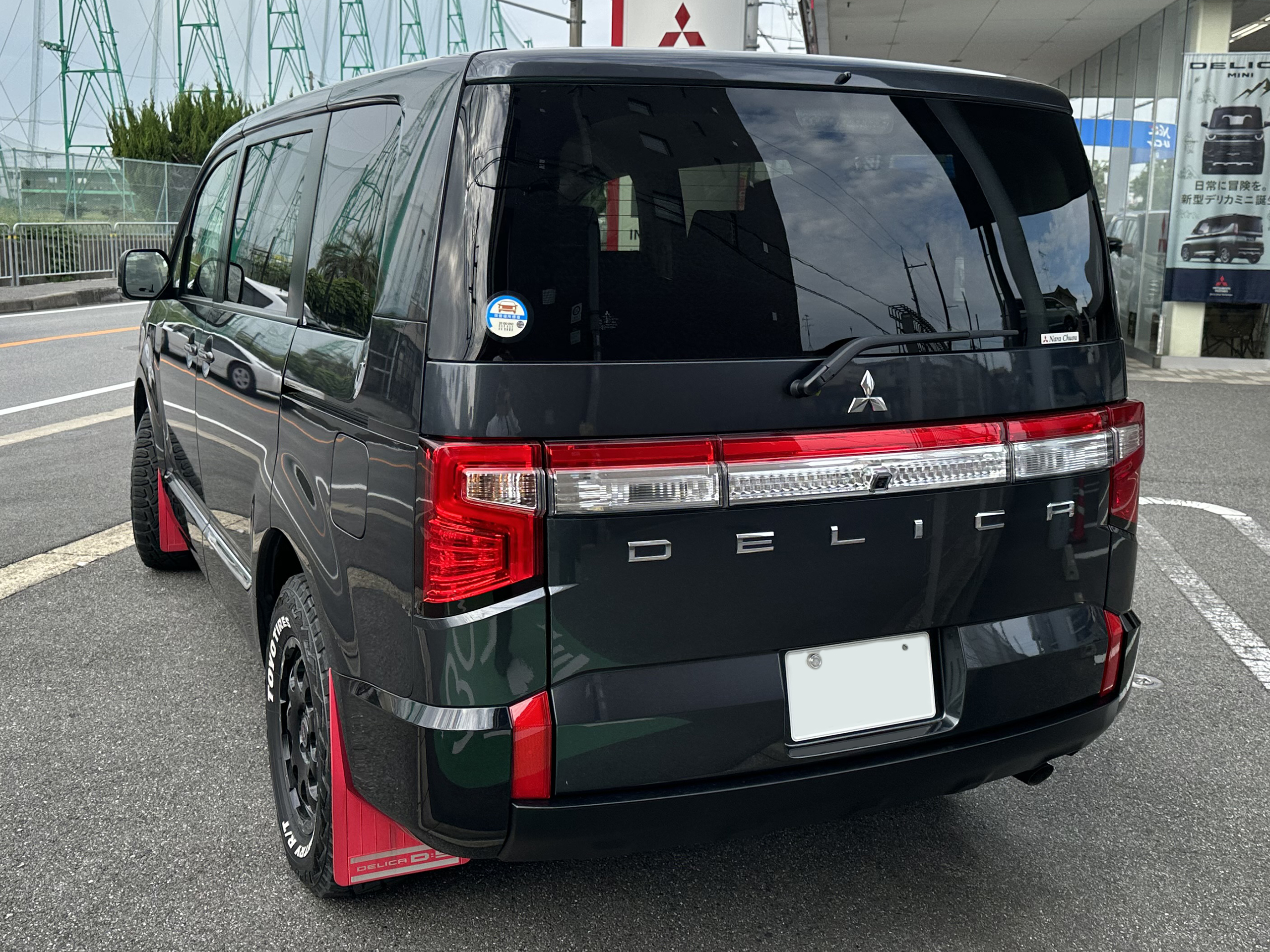

## 外部連結
- （日語）日本官方網站 （页面存档备份，存于）